# Гель Іван Андрійович

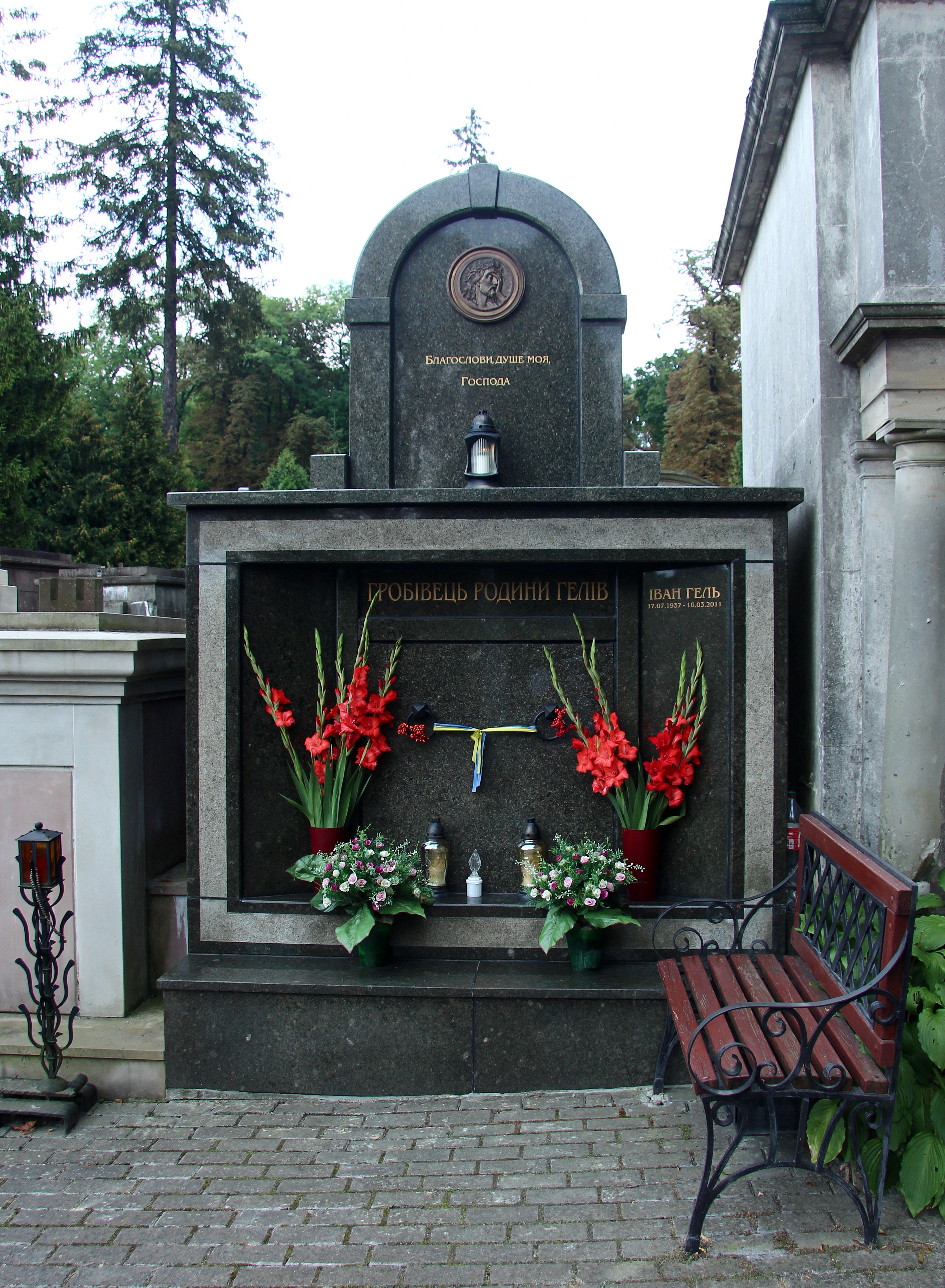
Гробівець родини Гелів на 67 полі Личаківського цвинтаря

Іва́н Андрі́йович Гель (17 липня 1937, с. Кліцько, Городоцький повіт, Львівське воєводство — 16 березня 2011, Львів) — український правозахисник, дисидент, політик, публіцист, релігійний діяч, один із засновників Української гельсінської спілки, радянський дисидент і довголітній політв'язень (провів 16 років у радянських таборах і 5 років на засланні). Троюрідний племінник діяча ОУН та воїна УПА Зиновія Григоровича Тершаковця (син його троюрідної сестри Февронії Іванівни Гель (до шлюбу Тершаковець)).

## Життєпис
Народився 17 липня 1937 року в селі Кліцько Городоцького повіту Львівського воєводства Польщі (нині Комарнівська міська територіальна громада Львівського району Львівської області України). Батько — Андрій Петрович, колишній воїн УГА, в яку він пішов добровольцем у 17 років, потім голова «Просвіти» в селі, був головою колгоспу, одночасно співпрацюючи з підпіллям ОУН (був станичним, зв'язковим окружного провідника Служби безпеки ОУН(б)), за що в 1950 році його було засуджено на 20 років заслання). Мати, Февронія Іванівна, походила з родини Тершаковців, активних учасників національно-визвольного руху. У їхньому домі часто бували воїни УПА, що вплинуло на подальшу долю Івана Геля. 
1952 року публічно відмовився вступити в комсомол, за що його було виключено з 10 класу Комарнівської середньої школи. Закінчив вечірню школу в Самборі. Після відмови в прийомі документів на вступ до Львівського університету працював слюсарем на Львівському заводі автонавантажувачів.
У 1956—1959 роках служив в армії. Після демобілізації вступив на заочне відділення історичного факультету Львівського державного університету. На другому курсі перевівся на вечірній відділ, працював слюсарем на Львівському електровакуумному заводі.
Після знайомства з Михайлом Горинем почав виготовляти та поширювати самвидав: «Стан і завдання українського визвольного руху» Євгена Пронюка, «Що таке поступ?» Івана Франка (критика марксизму), «Вивід прав України», «Україна та українська політика Москви» тощо.
24 серпня 1965 року, будучи студентом шостого курсу, був заарештований. У березні 1966 року засуджений за ст. 62 ч. 1 і ст. 64 КК УРСР («антирадянська агітація і пропаганда», «організаційна діяльність») до 3 років таборів суворого режиму.
У 1966—1968 роках відбував термін у таборах Мордовії, де познайомився з багатьма учасниками демократичного руху в СРСР. 1967 року двічі звертався до Президії Верховної Ради УРСР з листами на захист Української греко-католицької церкви та з вимогою скасувати ст. 62 КК УРСР.
Після звільнення жив у м. Самбір. Там видрукував у самвидаві і поширив 11 книжок («Серед снігів» Валентина Мороза з передмовою самого Геля «Тоталітаризм, український рух і Валентин Мороз», «Інтернаціоналізм чи русифікація?» Івана Дзюби, збірка віршів Миколи Холодного «Крик з могили», книжку листів Михайла Гориня з неволі, багато статей).
Навесні 1970 року впродовж трьох місяців працював учителем біології, географії та природи у восьмирічній школі села Надиби Старосамбірського району Львівської області.
7 грудня 1970 року виступив на похороні Алли Горської в Києві, через що отримав на роботі сувору догану за «прогул». У листопаді 1970 надіслав до Верховного суду УРСР заяву протесту проти вироку в справі Валентина Мороза.
12 січня 1972 року заарештований удруге. У серпні засуджений за ст. 62 ч. 2 КК УРСР на 10 років таборів особливого (камерного) режиму, 5 років заслання, визнаний особливо небезпечним рецидивістом. Термін відбував у Мордовії (Сосновка) та в Пермській області (Кучино), заслання — в Комі АРСР (Троїцько-Печерський район, селище Милва).
У таборах брав участь у голодуваннях, зокрема, в голодуванні з вимогою статусу політв'язня. Одне з його голодувань тривало 100 діб: домагався реєстрації шлюбу зі своєю фактичною дружиною Марією, матір'ю їхньої дочки Оксани (1964 р. н.). 1975 року шлюб було зареєстровано. Усього голодував понад 300 діб.
Автор книжки «Грані культури» як відповіді на «Інтернаціоналізм чи русифікація?». Написана в ув'язненні в 1970-х рр., поширювалася в самвидаві, нелегально потрапила за кордон і під псевдонімом Степан Говерля була видана у Лондоні 1984 року. В Україні під справжнім іменем автора книжку вперше видали у Львові 1992 року. Автор дав глибокий аналіз становища української культури в умовах російської окупації.
17 січня 1987 року повернувся в Україну. Рік жив у рідному селі, працював пастухом. Навесні 1987 року разом із В'ячеславом Чорноволом, Михайлом Горинем та П. Скочком відновив журнал «Український вісник», був його відповідальним секретарем. Співзасновник Української ініціативної групи за звільнення в'язнів сумління. 1987 року створив і очолив «Комітет захисту Української греко-католицької церкви», редагував журнал «Християнський голос», організовував перші масові релігійні та політичні акції в Галичині, зокрема, збори 250 тисяч вірних УГКЦ 19 вересня 1989 року біля собору Святого Юра у Львові — тоді катакомбна церква легалізувалася й дістала офіційне визнання. Брав активну участь у створенні «Меморіалу» та Народного Руху України.
Був депутатом, заступником голови Львівської обласної ради першого демократичного скликання (1990—1994).
Активний учасник громадсько-політичного життя. Очолював Львівську обласну комісію відновлення прав реабілітованих.
Помер 16 березня 2011 року у 73-річному віці у Львові після другого інсульту. Тривалий час тяжко хворів на цукровий діабет. Був похований 18 березня в родинному гробівці на 67 полі Личаківського цвинтаря.

## Праці
- Гель І. Грані культури. — Л., 1992.

## Нагороди
- 18 вересня 2009 року Президент України Віктор Ющенко нагородив Івана Геля орденом Свободи «за вагомий особистий внесок у відродження Української греко-католицької церкви та з нагоди 20-ї річниці виходу її з підпілля».[6]

- Орден князя Ярослава Мудрого IV ст. (18 серпня 2006)[7], V ст. (21 січня 2002)[8]